# Síň slávy Mezinárodní federace stolního tenisu
Síň slávy Mezinárodní federace stolního tenisu, též Síň slávy ITTF, je síní slávy Mezinárodní federace stolního tenisu ITTF (International Table Tennis Federation). Síň vznikla v roce 1993 ve švýcarském Lausanne, sídle ITTF.
V Síni slávy Mezinárodní federace stolního tenisu je pět českých reprezentantů: Bohumil Váňa (do síně uveden roku 1993), Marie Kettnerová (1993), Věra Votrubcová (1993), 
Ivan Andreadis (1995) a Ladislav Štípek (1995).

## Členové
Ke konci roku 2018 měla síň slávy 66 členů:

### 1993
- Viktor Barna, Maďarsko, Spojené království
- Richard Bergmann, Rakousko, Spojené království
- Laszlo Bellak, Maďarsko, USA
- István Kelen, Maďarsko
- James McClure, USA
- Zoltán Mechlovits, Maďarsko
- Miklós Szabados, Maďarsko
- Bohumil Váňa, Československo
- Mária Mednyánszky, Maďarsko
- Marie Kettnerová, Československo, Česko
- Anna Siposová, Maďarsko
- Věra Votrubcová, Československo

### 1995
- Ivan Andreadis, Československo, Česko
- Ivor Montagu, Spojené království
- Ferenc Sidó, Maďarsko
- Ladislav Štípek, Československo, Česko
- František Tokár, Československo
- Angelica Rozeanuová, Rumunsko
- Gizella Farkasová, Maďarsko
- Ella Zellerová, Rumunsko

### 1997
- Ičiró Ogimura, Japonsko
- Johnny Leach, Spojené království
- Tošiaki Tanaka, Japonsko
- Roy Evans, Spojené království
- Arthur Kingsley Vint, Spojené království
- Fudžie Eguchiová, Japonsko
- Kimijo Macuzakiová, Japonsko

### 1999
- Čuang Ce-tung, Čína
- Lin Chuej-čching, Čína
- Li Fu-žung, Čína

### 2001
- Kuo Jüe-chua, Čína
- Ťiang Ťia-liang, Čína
- Čang Sie-lin, Čína
- Liang Ke-liang, Čína
- Cchao Jen-chua, Čína
- Nobuhiko Hasegawa, Japonsko

### 2003
- Jan-Ove Waldner, Švédsko
- Jörgen Persson, Švédsko
- Peter Karlsson, Švédsko
- Wang Tchao, Čína
- Teng Ja-pching, Čína
- Wang Nan, Čína
- Ke Si-naj, Čína
- Liou Wej, Čína

### 2005
- Liou Kuo-liang, Čína
- Wang Li-čchin, Čína
- Li Ťü, Čína
- Čchiao Chung, Čína
- Čang I-ning, Čína

### 2010
- Sü Jin-šeng, Čína
- Cchaj Čen-chua, Čína
- Kazuko Itó-Jamaizumiová, Japonsko
- Gertrude Pritziová, Rakousko
- Hjon Čong-hwa, Jižní Korea
- Čang Te-jing, Čína
- Kchung Ling-chuej, Čína
- Ma Lin, Čína
- Čchen Čchi, Čína
- Wang Chao, Čína
- Kuo Jüe, Čína

### 2013
- Li Siao-sia, Čína
- Ma Lung, Čína
- Čang Ťi-kche, Čína

### 2016
- Ting Ning, Čína
- Sü sin, Čína
- Liou Š'-wen, Čína